# Малин (город, Украина)
Ма́лин (укр. Малин) — город в Житомирской области Украины. Входит в Коростенский район. До 2020 года был административным центром упразднённого Малинского района и городом областного подчинения.

## Географическое положение
Малин расположен на реке Ирша (приток реки Тетерев), недалеко от автотрассы «Киев — Ковель — Варшава». Через город проходит важная железнодорожная магистраль — Юго-Западная железная дорога.

## История
Малинское городище возникло в VIII веке как укреплённый град древлян. Оно занимает мысоподобное выступление левого коренного берега реки Ирша. Во второй половине X века жизнь на городище затухла, очевидно в связи с военным противостоянием древлян киевским князьям. Однако в XII—XIII веках она возобновилась, прежде чем была вновь прервана монгольским нашествием.
Город назван в честь древлянского князя Мала или его дочери Малуши. Компонент «mal» входил в состав ряда кельтских имён (галльское Malorix, древнеирландское Cathmal).
В 1320 году Малин был захвачен Великим княжеством Литовским. В 1569 году по Люблинской унии город перешёл из состава Великого княжества Литовского в состав Королевства Польского. В XVI—XVII веках вновь функционировал как небольшая крепость.
В 1793 году Малин вошёл в состав Российской империи и в был включён в состав Киевской губернии. По состоянию на 1896 год, здесь проживало 2760 человек, действовали школа, больница, богадельня, а также православная церковь, костёл, синагога и 2 еврейских молитвенных дома. В XIX веке в Малине был создан городской парк.
В январе 1918 года в городе была установлена Советская власть. В ходе советско-польской войны 27 апреля 1920 года наступающие польские войска захватили Малин с целью окружить части 12-й армии Юго-Западного фронта. Вслед за этим сформированный из коммунистов, комсомольцев и курсантов ударный отряд 7-й стрелковой дивизии РККА начал ночной штурм железнодорожной станции Малин. Бои приняли ожесточённый характер, станция пять раз переходила из рук в руки. В этом бою был разбит отряд польской кавалерии, убит адъютант Ю. Пилсудского — князь Станислав Вильгельм Радзивилл.
В ноябре 1929 года в городе был открыт Дом культуры.
20 августа 1931 года здесь началось издание районной газеты.
В 1936 году численность населения составляла 12 тысяч человек, здесь действовали бумажная фабрика, мебельная фабрика, обувная фабрика, кирпичный завод и мельница.
20 октября 1938 года посёлок городского типа Малин получил статус города.
После начала Великой Отечественной войны 16 июля 1941 года 5-я армия при поддержке авиации Юго-Западного фронта нанесла удар из района города Малин во фланг наступавшим немецким войскам группы армий «Юг».
22 июля 1941 года Малин был оккупирован немецкими войсками, в условиях оккупации в городе действовала комсомольская подпольная организация, которую возглавлял П. А. Тараскин, а после его гибели — Н. И. Соснина.
12 ноября 1943 года Малин был освобождён наступающими советскими войсками. В декабре 1943 года одна немецкая группировка начала наступление из района Черняхова на Малин, вторая начала наступление из района Коростеня на Малин и далее на Киев, но прорвать боевые порядки перешедших к обороне войск 1-го Украинского фронта они не сумели.
В 1953 году крупнейшим предприятием города была бумажная фабрика, также здесь действовали лесотехнический техникум, 2 средние школы, семилетняя школа и начальная школа.
В 1972 году в Малине был открыт памятник погибшим в Великой Отечественной войне — Курган Бессмертия (авторы: архитекторы Д. Ляшевич и О. Яцюк, художник В. Кульганик). По состоянию на 1972 год, численность населения города составляла 17,9 тыс. человек, в городе действовали бумажная фабрика, опытно-экспериментальный завод, молочный завод, овощесушильный завод, кирпичный завод, хлебозавод, фабрика гнутой мебели и швейная фабрика.
По состоянию на начало 1981 года, в городе действовали бумажная фабрика, опытно-экспериментальный завод, маслосыродельный завод, овощесушильный завод, 4 щебёночных завода, комбинат нерудных строительных материалов, хлебный комбинат, мебельная фабрика, швейная фабрика, райсельхозтехника, комбинат бытового обслуживания, лесотехникум, филиал Ирпенского индустриального техникума, ПТУ, шесть общеобразовательных школ, музыкальная школа, спортивная школа, 2 больницы, 2 дома культуры, кинотеатр, 5 библиотек и исторический музей.
В мае 1995 года Кабинет министров Украины принял решение о приватизации бумажной фабрики и райсельхозтехники, в июле 1995 года — утвердил решение о приватизации завода «Прожектор».
В 1996 году была введена в эксплуатацию фабрика по производству банкнотной бумаги.

## Население
В 1989 году численность населения составляла 29 572 человека.
По данным переписи 2001 года, украинцы составляли 93,23 % населения Малина, русские — 4,12 %, поляки — 1,10 %.

### Языковой состав
Родной язык населения по данным переписи 2001 года:
| Язык       | Численность, чел. | Доля     |
| ---------- | ----------------- | -------- |
| Украинский | 26 850            | 95,38 %  |
| Русский    | 1 160             | 4,12 %   |
| Другие     | 140               | 0,50 %   |
| Итого      | 28 150            | 100,00 % |

Украинский язык является основным и единственным официальным языком города.
По данным Государственной службы статистики Украины в 2023/24 учебном году все 133 037 учащихся в учреждениях общего среднего образования в Житомирской области обучались в украиноязычных классах.

## Экономика
В 2017 году здесь действовали 16 промышленных предприятий, 4 транспортных предприятия и 134 малых и средних субъекта хозяйственной деятельности, в том числе:
- фабрика по производству банкнотной бумаги (единственная в стране)
- Малинская бумажная фабрика
- Малинский опытно-экспериментальный завод;
- государственное предприятие «Малинский лесхоз»[30], основным направлением деятельности которого является экспорт древесины;
- Малинский камнедробильный завод[31], известный также как Щебзавод № 3, вошедший в группу компаний «ЮНИГРАН»;
- «Вайдманн Малин изоляционные компоненты» — производство деталей из изоляционного картона
- ООО «Папир-Мал», выпускает картон, бумагу и бумажную продукцию санитарно-гигиенического назначения.
- ОАО «Прожектор», специализирующееся на выпуске оборудования электросвязи;
- Малинская мебельная фабрика;
- швейная фабрика

## Транспорт
С Киевом и Житомиром город соединён железнодорожным и автомобильным сообщениями. В столицу с интервалом в 1 час от автостанции Малина курсируют микроавтобусы (около полутора часов езды), дорога электропоездом из железнодорожной станции Малин в Киев занимает около двух часов. В областной центр дорога занимает более 1,5 часов автобусом, а железной дорогой — около 3 часов (через Коростень).

## Инфраструктура
В городе функционируют лесотехнический колледж, профессионально-техническое училище № 36, учебно-воспитательный комплекс «Школа-Лицей № 1 имени Нины Сосниной», пять общеобразовательных школ, 9 детских дошкольных учреждений, одна поликлиника, больница, станция скорой помощи, станция юных техников, центр детского творчества, детская спортивная школа, школа искусств и 2 библиотеки.

## Памятники

Памятник Миклухо-Маклаю

В Малине находится единственный на Украине памятник путешественнику и антропологу Николаю Миклухо-Маклаю. Он установлен на центральной улице Грушевского — там же, где и усыпальница 1881 года, и костёл 1780 года; Н. Миклухо-Маклай несколько раз приезжал в город к своей матери и брату, которые похоронены в Малине. Семья Миклух имела здесь родовое имение, но дом, повреждённый во время Второй мировой войны, не уцелел.
У входа в центральный парк установлен постамент Героям Малинского подполья, высотой 8 метров. В городе есть памятники жертвам Чернобыля и жертвам голода 1930-х годов, а также аллея Славы.

## Спорт
В городе действовала футбольная команда «Бумажник», в 1996—2000 годах выступавшая на профессиональном уровне

## Достопримечательности

### Малинский подводный музей
В мае 2011 года в затопленном карьере «Калюжа» (по-русски — Лужа) активистами DiveTeam UA был основан подводный музей, в августе 2011 музей пополнился новыми экспонатами (якорь, мотоцикл), музей доступен всем желающим дайверам.

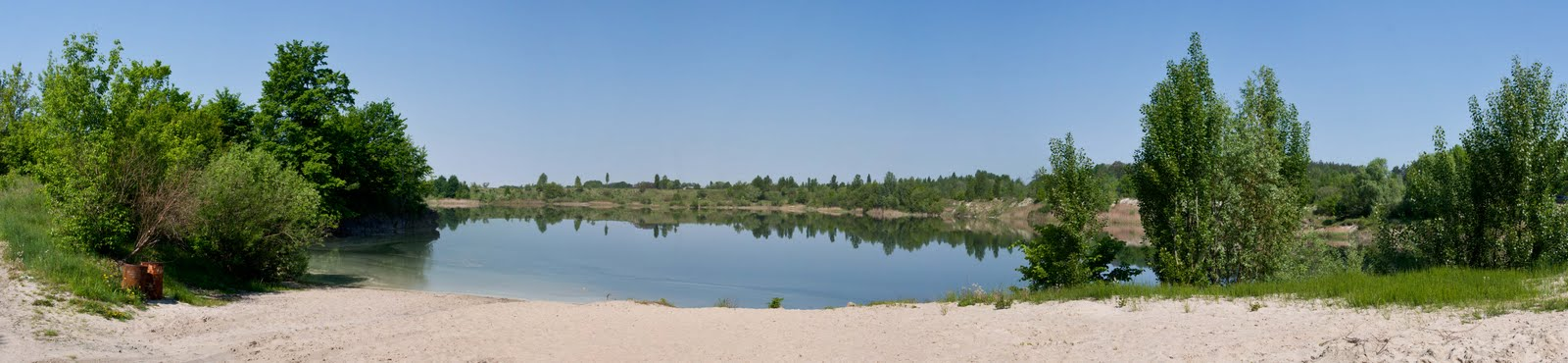
Карьер «Калюжа»: панорама

Максимальная глубина карьера 15 метров, температура воды круглогодично 4—6 С°, наилучшее время для посещения — январь—июнь: в этот период видимость в карьере максимальна.
Экспонаты и экспозиции, доступные к осмотру:
- Мотоцикл — муляж немецкого мотоцикла, подаренный клубом «Алконавт»;
- Древний кованый якорь — подарок одесских дайверов;
- Деревянная лодка;
- Трансформаторная будка;
- Насосная станция;
- Макет польской подводной мины;
- До поры до времени.